# Bernard Grebanier
Bernard Grebanier (n. 8 martie 1903 - d. martie 1977) a fost un istoric, critic, scriitor și poet american. Bernard Grebanier s-a remarcat pentru studiile sale despre William Shakespeare.
1. ↑  Bernard Grebanier, SNAC, accesat în 9 octombrie 2017
2. ↑  IdRef, accesat în 13 mai 2020